# Cladiscophleps lopesi
Cladiscophleps lopesi är en tvåvingeart som beskrevs av Prado 1965. Cladiscophleps lopesi ingår i släktet Cladiscophleps och familjen Richardiidae. Inga underarter finns listade i Catalogue of Life.